# Klara Castanho
Klara Forkas Gonçalez Castanho (Santo André, 6 de outubro de 2000) é uma atriz, cantora, modelo e escritora brasileira.

## Carreira
Klara iniciou sua carreira aos 9 meses como modelo fotográfica para um catálogo de moda. Depois da experiência, começou a gravar comerciais, participando de mais de 60 propagandas, inclusive em um comercial de natal da Claro, em 2005, quando ela tinha 5 anos.
Seu primeiro papel como atriz foi na série Mothern, no GNT, interpretando Bel. Estreou na TV aberta em 2008, na novela Revelação do SBT, como Daniela, uma menina humorada que constantemente fazia os pais passarem vergonha por não ter modos e viver suja. Em 2009, ganhou destaque em Viver a Vida, onde viveu a primeira vilã-mirim da história das telenovelas da Globo, Rafaela, filha de Dora (Giovanna Antonelli). Essa participação rendeu-lhe, em março de 2010, o título de Melhor do Ano na categoria Ator ou Atriz Mirim, pela Rede Globo. A Justiça brasileira decidiu intervir na novela, pois, segundo a procuradoria, a menina pode não ter maturidade para distinguir a realidade da ficção e pode ser hostilizada na rua por pessoas que confundem o ator com o personagem. O autor Manoel Carlos concordou em adaptar a trama. Após o final da novela, assinou contrato de 2 anos com a Rede Globo.

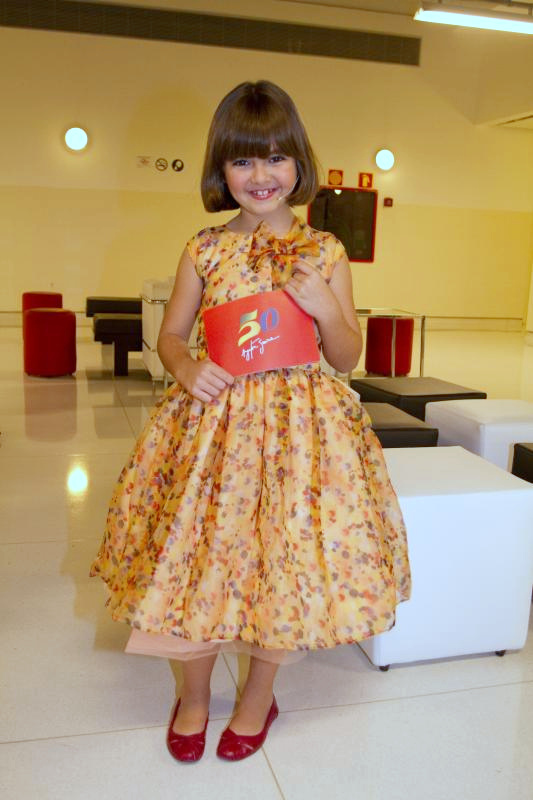
Castanho em 2010

Em 2011 interpretou a esperta caipira Tonica, filha de Abner (Marcos Pasquim) na telenovela Morde & Assopra. Em 2012 interpretou Clara, uma jovem menina que vê espíritos e comunica-se com eles em Amor Eterno Amor, trama das seis da Rede Globo. Em 2013 interpreta Paulinha, uma das personagens centrais de Amor à Vida, a filha perdida da protagonista Paloma (Paolla Oliveira). Em 2015, a atriz esteve no ar em Além do Tempo, interpretando a personagem Alice Ventura. Em 2016, atuou no longa-metragem É Fada!, com direção de Cris D'Amato e produção de Daniel Filho, ao lado de Kéfera Buchmann. Também atuou no filme Chocante como a menina Dora. No mesmo ano, Klara também fez a sua primeira peça de teatro. Ela esteve na peça Aprendiz de Feiticeiro, em que fez a princesa Lady Jane. Em 2017, atuou no filme Tudo por um Popstar interpretando Manu, uma das três protagonistas, ao lado de Maisa Silva e Mel Maia. O filme estreou nos cinemas em 2018. Também esteve no documentário 1817: A Revolução Esquecida, em que interpretou Maria Teodora, uma garota que vive um amor proibido durante a revolução em Pernambuco. Em 2018, participou da segunda temporada do talent show Popstar, da Rede Globo. No mesmo ano, gravou a série Mal Me Quer, da Warner Channel, onde interpreta Manuela, uma garota que tem que enfrentar a separação dos pais e uma relação conturbada com os irmãos. Em 2019, gravou o filme DPA 3 - Uma Aventura no Fim do Mundo, em que interpreta Dunhoca, uma bruxa má. O filme estava previsto para estrear nos cinemas em junho de 2020, mas devido à pandemia de COVID-19, a estreia aconteceu anos depois, em abril de 2022. Ainda em 2019, ela recebeu um convite para participar do Big Brother Brasil 20, mas não o aceitou por conta de outros compromissos profissionais.
Em 2020, filmou seu primeiro projeto para Netflix, o filme Confissões de uma Garota Excluída baseado na obra literária Confissões de uma Garota Excluída, Mal-Amada e (Um Pouco) Dramática, de Thalita Rebouças. O filme foi lançado pela Netflix em 22 de setembro de 2021. No filme, Klara interpreta a protagonista Tetê, uma adolescente que não se sente aceita na escola e nem em casa.
Em 2021, Klara começou a gravar a série De Volta aos 15 baseada no romance de 2013 de mesmo nome da escritora Bruna Vieira, onde viveu a sonhadora Carol Rocha. Este foi seu segundo projeto para a Netflix. Foi lançado em novembro a comédia Galeria Futuro, rodado em 2018 na qual interpreta Bruna, filha de um dos protagonista do longa.
Em 2022, estrelou a segunda temporada da série policial Bom Dia, Verônica da Netflix. Na série ela da vida a Ângela Cordeiro, filha de um poderoso missionário  (Reynaldo Gianecchini) que promete a seus fiéis uma “cura milagrosa”. A atriz divide cenas intensas com Tainá Müller, Reynaldo Gianecchini e Camila Márdila que foram elogiadas pela crítica. No cinema foi confirmada como protagonista do terror nacional Apanhador de Almas. 
Em 2024, após alguns anos longe das novelas, retornou ao gênero na trama das 18h Garota do Momento, da Rede Globo. Na novela, Klara vive Eugênia, filha do apresentador de rádio Alfredo Honório (Eduardo Sterblitch) com Teresa (Maria Eduarda de Carvalho) que lida com problemas de baixa autoestima em consequência das cicatrizes que carrega desde a infância por conta de um incêndio.

## Vida pessoal
Em 2016, quando estava com 16 anos, Klara foi emancipada pelos pais por causa de seu trabalho.
Em maio de 2017, a atriz anunciou que iria se afastar da atuação para poder-se dedicar aos estudos, pois faria vestibular no final do ano, mas acabou desistindo. No mesmo ano, Klara foi cotada para ser uma das protagonistas de Malhação: Viva a Diferença, mas decidiu não fazer a novela, para poder se dedicar ao seu último ano na escola.
Em entrevistas concedidas em 2017 e 2018, revelou a intenção de fazer vários cursos superiores como direito, psicologia, jornalismo, rádio e TV, publicidade e propaganda.

### Gravidez após estupro
Em 25 de junho de 2022, após ter sido exposta num vídeo da apresentadora Antônia Fontenelle e, posteriormente, numa coluna de Léo Dias no portal Metrópoles, a atriz afirmou em uma rede social que foi vítima de um estupro, e que desse crime, acabou engravidando, mas só descobriu que estava grávida pouco antes do bebê nascer. Na mesma publicação, Castanho confirmou que havia entregado a criança à adoção ainda no hospital e esse fato foi tornado público pela enfermeira que a atendeu. Considerou a exposição do caso como "uma violência" e classificou o comportamento de profissionais envolvidos no caso como antiético e desrespeitoso. Diante da repercussão, o portal publicou uma nota de desculpas a Klara e removeu a matéria da coluna de Dias. Investigação feita pelo Fantástico revelou que o jornalista Matheus Baldi foi o primeiro a expô-la em um post realizado no dia 24 de maio. Após ser contatado pela equipe de Klara, Matheus apagou sua postagem e posteriormente pediu desculpas e disse que não sabia do estupro quando publicou a informação. A youtuber Dri Paz, que possui um canal de fofoca sobre os famosos, também expôs o caso em um vídeo em seu canal, acusando a atriz de ter se relacionado com um homem casado e "abandonado" a criança, duvidando dos "rumores" de que ela havia sofrido um abuso sexual. Após a carta aberta divulgada por Klara em suas redes sociais, Dri se pronunciou pedindo desculpas a atriz em uma live, culpando Léo Dias e Antônia Fontenelle de terem espalhado fake news sobre o caso para as páginas de fofoca.
O hospital onde foi realizado o parto publicou uma nota solidarizando-se com a atriz e seus familiares, e afirmando que iria abrir uma sindicância interna para apurar as responsabilidades pelo ocorrido. O Conselho Federal de Enfermagem (COFEN) também publicou uma nota em solidariedade à atriz e que iria apurar os fatos, afirmando que após ter sido vítima de violência sexual, Castanho teve o seu direito à privacidade violado durante o processo de entrega voluntária para adoção, conforme assegura o Estatuto da Criança e do Adolescente (ECA). A entidade afirmou ainda que iria tomar todas as providências cabíveis para identificar os responsáveis pelo vazamento das informações sigilosas.
Em 27 de junho de 2022, a presidente do Conselho Federal de Enfermagem (Cofen), Betânia Maria dos Santos, disse à GloboNews, que a enfermeira responsável por ameaçar a Castanho e vazar os dados pessoais da artista poderá perder o registro profissional.
Em 20 de março de 2024, a justiça de Santo André condenou o Hospital e Maternidade Brasil, da Rede D'Or São Luiz a pagar uma indenização por danos morais no valor de 200 mil reais à atriz, que teve detalhes sobre sua gravidez vazados pela equipe do hospital.
Em 31 de agosto de 2024, Fontenelle foi condenada a 3 anos e 3 meses de prisão em regime semiaberto pelo ocorrido no caso de Klara. Dri Paz também foi condenada, tendo pego 1 ano e 6 meses em regime aberto. A justiça decidiu ainda que ambas terão que pagar uma indenização à atriz por danos morais. Fontenelle recorreu, mas a justiça negou o recurso.

### Religião
Klara é católica romana. Em janeiro de 2023, peregrinou por 130km até a Basílica de Nossa Senhora Aparecida por meio do Caminho da Fé, partindo da cidade de Paraisópolis, no sul de Minas Gerais. A atriz contou os detalhes da caminhada nas redes sociais, declarando ser muita grata à Santa e que sua fé em Deus a fortalece.

## Filmografia

### Televisão
| Ano     | Título                 | Personagem                        | Notas                                                   |
| ------- | ---------------------- | --------------------------------- | ------------------------------------------------------- |
| 2006    | Mothern                | Bel                               | Episódio: "O Nascimento da Mothern" Episódio: "Família" |
| 2008–09 | Revelação              | Daniela Mourão                    |                                                         |
| 2009–10 | Viver a Vida           | Rafaela Victória Vilella Garcia   |                                                         |
| 2011    | Morde & Assopra        | Antônia de Souza Martins (Tonica) |                                                         |
| 2012    | Amor Eterno Amor       | Clara Allende                     |                                                         |
| 2012    | Amor Eterno Amor       | Adélia Borges                     |                                                         |
| 2013–14 | Amor à Vida            | Paula Khoury Araújo (Paulinha)    |                                                         |
| 2015–16 | Além do Tempo          | Alice del Cosso Ventura           |                                                         |
| 2018    | Popstar                | Participante (12º lugar)          | Temporada 2                                             |
| 2019    | Mal Me Quer            | Manuela (Manu)                    |                                                         |
| 2022–24 | Bom Dia, Verônica      | Ângela Cordeiro                   |                                                         |
| 2022–24 | De Volta aos 15        | Carol Rocha                       |                                                         |
| 2024    | Dança dos Famosos      | Participante (12º lugar)          | Temporada 21                                            |
| 2024–25 | Garota do Momento      | Eugênia Bragança Honório          |                                                         |
| 2026    | Quando Ela Desaparecer | Sarah Meirelles                   |                                                         |

### Cinema
| Ano  | Título                                    | Personagem              | Notas        |
| ---- | ----------------------------------------- | ----------------------- | ------------ |
| 2009 | Quanto Dura o Amor?                       | Atriz do comercial #2   | Participação |
| 2016 | É Fada!                                   | Julia Ribeiro Pontes    |              |
| 2017 | Chocante                                  | Dora Maranhão           |              |
| 2017 | 1817: A Revolução Esquecida               | Maria Teodora da Costa  |              |
| 2018 | Tudo por um Popstar                       | Manuela Pereira (Manu)  |              |
| 2021 | Confissões de uma Garota Excluída         | Teanira Oliveira (Tetê) |              |
| 2021 | Galeria Futuro                            | Bruna                   |              |
| 2022 | D. P. A. 3 - Uma Aventura no Fim do Mundo | Dunhoca                 |              |
| 2024 | Férias Trocadas                           | Romária Santos (Rô)     |              |
| 2025 | Coisa de Novela                           | Ela mesma               |              |
| 2025 | Salve Rosa                                | Rosa                    |              |
| 2025 | Apanhador de Almas                        | Emília                  |              |

### Internet
| Ano  | Título     | Personagem | Nota                      |
| ---- | ---------- | ---------- | ------------------------- |
| 2016 | Absurdices | Mariah     | Episódio: "Xaveco de pai" |

## Discografia

### Singles
Como artista convidada
| Ano  | Música                                      | Álbum                |
| ---- | ------------------------------------------- | -------------------- |
| 2011 | "Um Novo Lugar" (Xuxa part. Klara Castanho) | Só para Baixinhos 11 |
| 2018 | "Tudo Por Um Popstar" com Maisa e Mel Maia  | Tudo por um Popstar  |

### Outras faixas
| Ano  | Música                                                 | Álbum               |
| ---- | ------------------------------------------------------ | ------------------- |
| 2018 | "Made My Day" (com João Guilherme)                     | Tudo por um Popstar |
| 2018 | "Sing (Remix) " (com Maisa, João Guilherme e Mel Maia) | Tudo por um Popstar |

### Videoclipes
| Ano  | Música                | Outras aparições |
| ---- | --------------------- | ---------------- |
| 2011 | "Um Novo Lugar"       | Xuxa             |
| 2018 | "Tudo Por Um Popstar" | Maisa, Mel Maia  |

## Teatro
| Ano  | Título                 | Personagem       |
| ---- | ---------------------- | ---------------- |
| 2016 | Aprendiz de Feiticeiro | Lady Jane e Jane |

## Literatura

### Escritora
| Ano  | Título                               | Editora  |
| ---- | ------------------------------------ | -------- |
| 2017 | Meu Jeito Certo de Fazer Tudo Errado | Arqueiro |

### Narradora
| Título                                                              | Autor                       | Editora              |
| ------------------------------------------------------------------- | --------------------------- | -------------------- |
| Confissões de uma Garota Excluída, Mal-Amada e (Um Pouco) Dramática | Thalita Rebouças            | Arqueiro             |
| A História de Greta                                                 | Valentina Camerini          | Sextante             |
| Meu Jeito Certo de Fazer Tudo Errado                                | Klara Castanho, Luiza Trigo | Arqueiro             |
| Minha Vida de Menina                                                | Helena Morley               | Companhia das Letras |
| Longe de Casa                                                       | Malala Yousafzai            | Seguinte             |

## Prêmios e indicações
| Ano  | Premiação                    | Categoria                                   | Nomeação                          | Resultado |
| ---- | ---------------------------- | ------------------------------------------- | --------------------------------- | --------- |
| 2010 | Melhores do Ano              | Melhor Ator ou Atriz Mirim                  | Viver a Vida                      | Venceu    |
| 2010 | Prêmio Contigo! de TV        | Melhor Atriz Infantil                       | Viver a Vida                      | Venceu    |
| 2010 | Troféu Super Cap de Ouro     | —                                           | Viver a Vida                      | Venceu    |
| 2010 | Prêmio Arte Qualidade Brasil | Melhor Atriz Infantil/Juvenil de Telenovela | Viver a Vida                      | Indicada  |
| 2010 | Prêmio Extra de Televisão    | Melhor Revelação                            | Viver a Vida                      | Venceu    |
| 2012 | Melhores do Ano              | Melhor Ator ou Atriz Mirim                  | Morde & Assopra                   | Indicada  |
| 2012 | Prêmio Contigo! de TV        | Melhor Atriz Infantil                       | Morde & Assopra                   | Indicada  |
| 2013 | Prêmio Contigo! de TV        | Melhor Atriz Infantil                       | Amor Eterno Amor                  | Indicada  |
| 2013 | Prêmio Extra de Televisão    | Melhor Ator/Atriz Mirim                     | Amor à Vida                       | Venceu    |
| 2014 | Melhores do Ano              | Melhor Ator ou Atriz Mirim                  | Amor à Vida                       | Indicada  |
| 2022 | SEC Awards                   | Melhor Atriz Nacional em Filme              | Confissões de uma Garota Excluída | Indicada  |
| 2022 | Prêmio Contigo! de TV        | Atriz Coadjuvante em novela ou série        | Bom Dia, Verônica                 | Indicada  |
| 2023 | Prêmio iBest                 | Influenciador Protagonista                  | Bom Dia, Verônica                 | Top 20    |